# Anna de Medici
Anna de' Medici, född 1616, död 1676, var en österrikisk ärkehertiginna. Hon var gift med hertig Ferdinand Karl av Främre Österrike. Anna de Medici känd som kulturmecenat i Österrike.
Hon var dotter till Toscanas storhertig Cosimo II de' Medici och Maria Magdalena av Inre Österrike. Hon föreslogs ursprungligen att gifta sig med Gaston av Orléans. Hon gifte sig med Ferdinand Karl av Främre Österrike i Innsbruck 10 juni 1646. Ferdinand Karl var hennes dubbelkusin: son till både hennes faster och till hennes morbror, och äktenskapet arrangerades av hennes faster och blivande svärmor. Hon var trettio år, medan hennes make och dubbelkusin var arton. 
Anna och Ferdinand Karl föredrog båda hennes hemstad Florens framför hans Tyrolen och tillbringade sin mesta tid vid hovet i Florens. Eftersom paret inte fick någon son, ärvdes Tyrolen vid makens död 1662 av hennes före detta svåger. År 1665 avled hennes före detta svåger barnlös på väg till sitt bröllop, vilket innebar att Tyrolen återgick till ett styre direkt under Österrike. Anna ifrågasatte detta för att skydda sina båda döttrars rättigheter, vilket ledde till en lång konflikt med kejsarhovet. Konflikten bilades då ett äktenskap arrangerades mellan hennes dotter Claudia Felicitas av Tyrolen och kejsaren: vigseln ägde rum 1673. 
Anna var aktiv som mecenat, främst i Italien, där hon tillbringade den mest av sin tid: bland de konstnärer hon gynnade fanns Barbara Strozzi, som dedicerade ett av sina verk till henne (1655).